# Carneades vittata
Carneades vittata – gatunek chrząszcza z rodziny kózkowatych i podrodziny zgrzypikowych.
Gatunek ten został opisany w 1889 roku przez Charlesa Josepha Gahana.
Kózkowaty ten ma na pokrywach podłużną przepaskę przyszwową białawego owłosienia, ciągnącą się od ich nasady aż po wierzchołek oraz dwie poprzeczne przepaski, utworzone przez takie samo owłosienie: przednią, skośnie odchyloną ku górze od szwu po boki i tylną, odchyloną skośnie w dół ku bokom.
Chrząszcz neotropikalny, znany z Boliwii, Ekwadoru, Peru oraz brazylijskiego stanu Amazonas.